# Ceresium propinquum
Ceresium propinquum là một loài bọ cánh cứng trong họ Cerambycidae.